# Vịnh Tadjoura

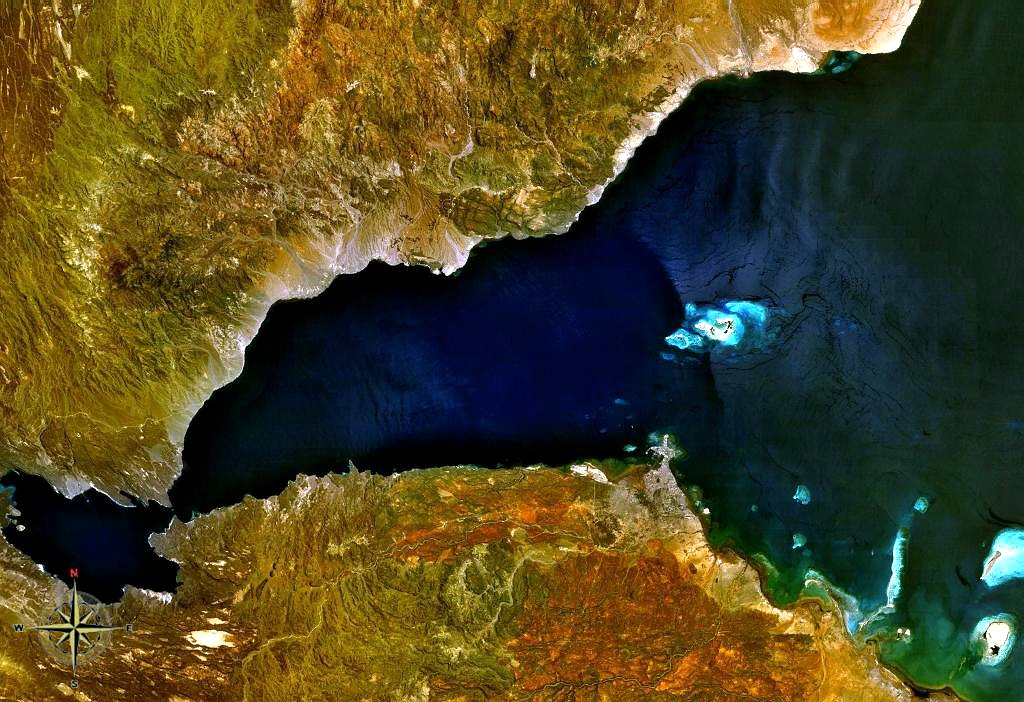
Vịnh Tadjoura, hình chụp từ vũ trụ

Vịnh Tadjoura (tiếng Ả Rập: خليج تدجورا) là một vịnh thuộc Ấn Độ Dương trong khu vực Sừng châu Phi, nằm ở phía nam eo biển Bab-el-Mandeb (lối vào Hồng Hải), tại tọa độ 11°40′00″B 43°00′00″Đ / 11,6666667°B 43°Đ. Phần lớn chiều dài bờ biển của nó thuộc về Djibouti, ngoại trừ một đoạn ngắn ở bờ phía nam là thuộc về Somalia.
Các hải cảng dọc theo vịnh Tadjoura có Obock, Tadjoura và Djibouti.